# Baron Clinton

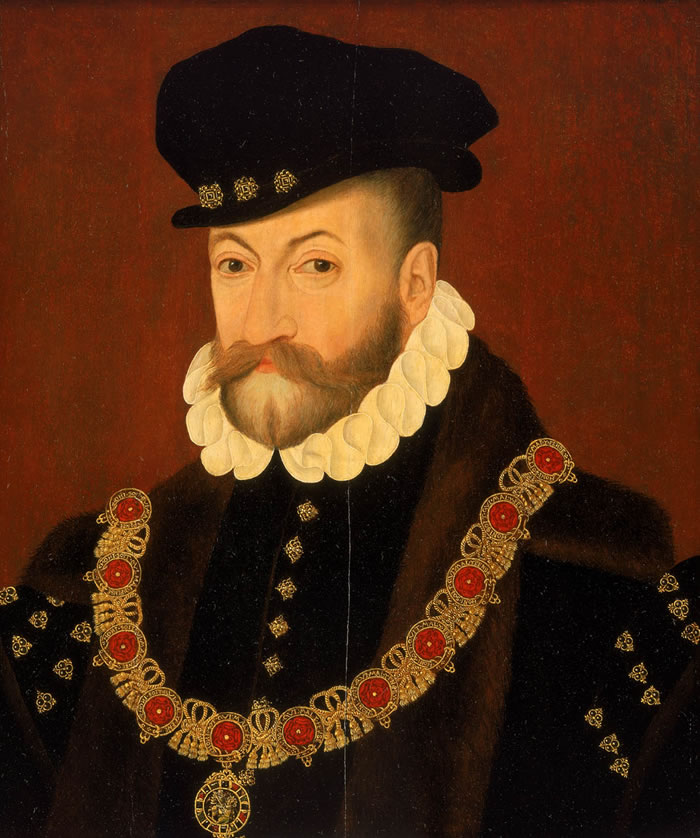
Edward Clinton, 1. hrabia Lincoln i 9. baron Clinton

Baronowie Clinton 1. kreacji (parostwo Anglii)
- 1298–1315: John de Clinton, 1. baron Clinton
- 1315–1335: John de Clinton, 2. baron Clinton
- 1335–1398: John de Clinton, 3. baron Clinton
- 1398–1431: William de Clinton, 4. baron Clinton
- 1431–1464: John de Clinton, 5. baron Clinton
- 1464–1488: John Clinton, 6. baron Clinton
- 1488–1514: John Clinton, 7. baron Clinton
- 1514–1517: Thomas Clinton, 8. baron Clinton
- 1517–1585: Edward Clinton, 1. hrabia Lincoln i 9. baron Clinton
- 1585–1616: Henry Clinton, 2. hrabia Lincoln i 10. baron Clinton
- 1616–1619: Thomas Clinton, 3. hrabia Lincoln i 11. baron Clinton
- 1619–1667: Theophilus Clinton, 4. hrabia Lincoln i 12. baron Clinton
- 1667–1692: Edward Clinton, 5. hrabia Lincoln i 13. baron Clinton
- 1721–1751: Hugh Fortescue, 1. hrabia Clinton i 14. baron Clinton
- 1760–1781: Mary Shirley, 15. baronowa Clinton
- 1781–1791: George Walpole, 3. hrabia Orford i 16. baron Clinton
- 1794–1797: Robert George William Trefusis, 17. baron Clinton
- 1797–1832: Robert Cotton St John Trefusis, 18. baron Clinton
- 1832–1866: Charles Rodolph Trefusis, 19. baron Clinton
- 1866–1904: Charles Henry Rolle Hepburn-Stuart-Forbes-Trefusis, 20. baron Clinton
- 1904–1957: Charles John Robert Hepburn-Stuart-Forbes-Trefusis, 21. baron Clinton
- 1965 -: Gerald Neville Mark Fane Trefusis, 22. baron Clinton

Najstarszy syn 22. barona Clinton: Charles Patrick Rolle Fane-Trefusis
Najstarszy syn najstarszego syna 22. barona Clinton: Edward Charles Rolle Fane-Trefusis